# Палинопсия

Палинопсия

Палинопсия (визуальная персеревация) — медицинский термин, обычно использующийся для обозначения пагубного изменения послеобразов. Проще говоря — ухудшенное восприятие послеобразов. Палинопсия не является самостоятельным заболеванием, а лишь симптомом некоторых заболеваний.

## Описание
При палинопсии у человека могут возникать послеобразы намного чаще, чем у здорового. Например, если здоровый человек видит послеобразы только после взгляда на источник яркого света, то человек с палинопсией будет видеть послеобразы и при взгляде на другие объекты (обычно таковые появляются при взгляде на контрастные объекты). Те же послеобразы длятся долго и изменяются со временем (например, меняют цвет). При палинопсии послеобразы могут длиться от часа до двух дней. Наиболее часто палинопсия проявляется при визуальном снеге и длительном расстройстве восприятия, вызванного галлюциногенами.
Помимо самих послеобразов, человек с палинопсией может испытывать такие галлюцинации, как фотопсия, дисметропсия (синдром Алисы в Стране Чудес), микропсия, макропсия, телеопсия, пелопсия, диплопия и осциллопсия.
Современная медицина выделяет два подтипа палинопсии — галлюцинаторная и иллюзорная. При иллюзорной палинопсии послеобразы становятся расформированными и нечёткими, могут меняться под воздействием окружающих факторов (например, света и т. д.). Её причинами выступают мигрень, травма головы или различные лекарства. Галлюцинаторная палинопсия отличается высоким качеством изображений послеобразов, нередко провоцируя галлюцинации.